# Alpengarten Rambertia

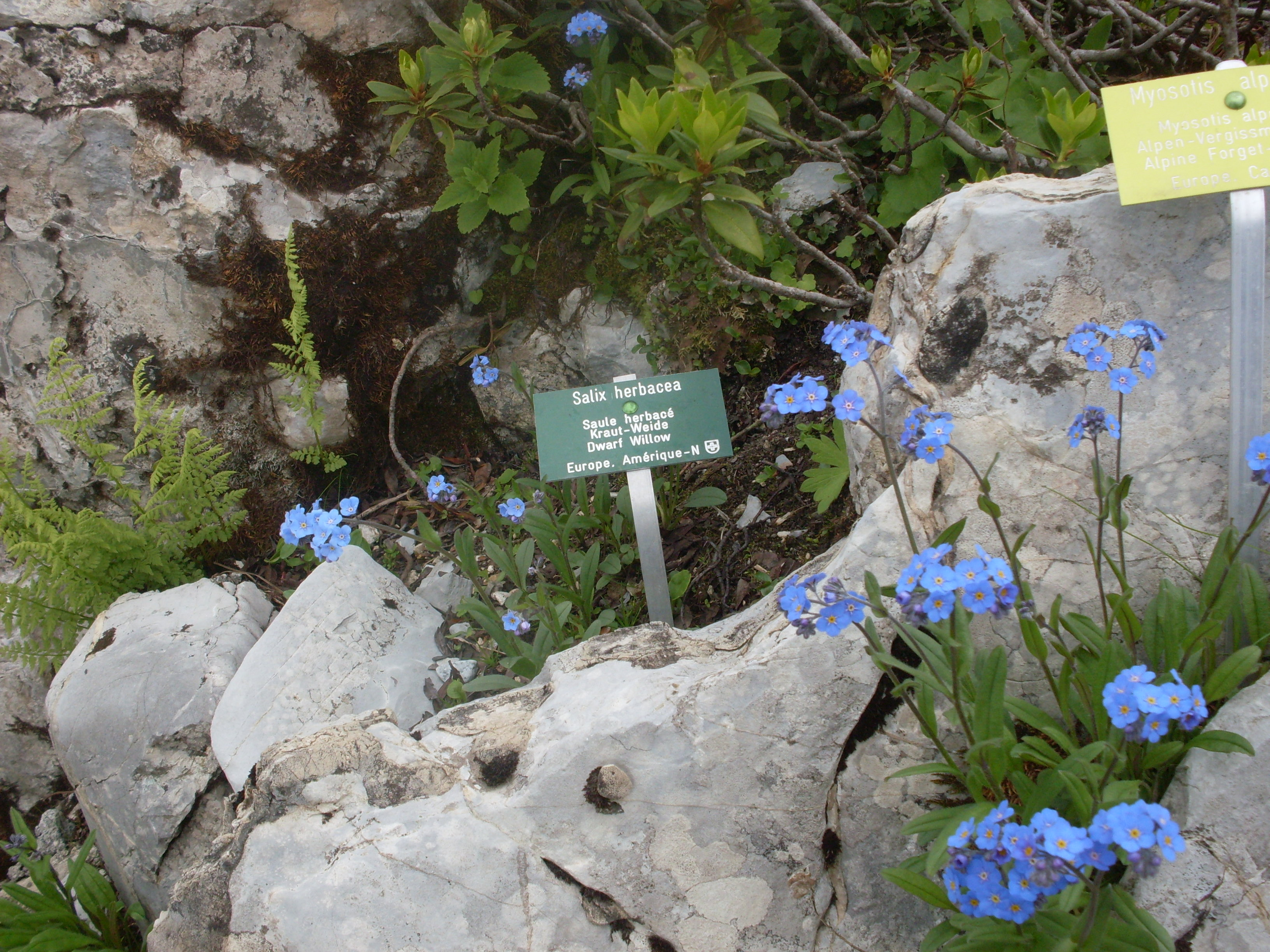
Im Alpengarten Rambertia

Der Alpengarten Rambertia (französisch La Rambertia. Jardin alpin des Rochers de Naye) ist ein Alpinpflanzengarten in den Waadtländer Voralpen in der Schweiz.
Das aus künstlich angelegten Bereichen und Zonen mit der alten Bergflora bestehende Biotop gehört zum Areal des Parc naturel régional Gruyère Pays-d’Enhaut.
Die Betreibergesellschaft des Pflanzenparks ist dem Netzwerk Botanic Gardens Conservation International angeschlossen und Mitglied des International Plant Exchange Network und des 1996 gegründeten Vereins Botanischer Gärten und Pflanzensammlungender Schweiz.

## Lage

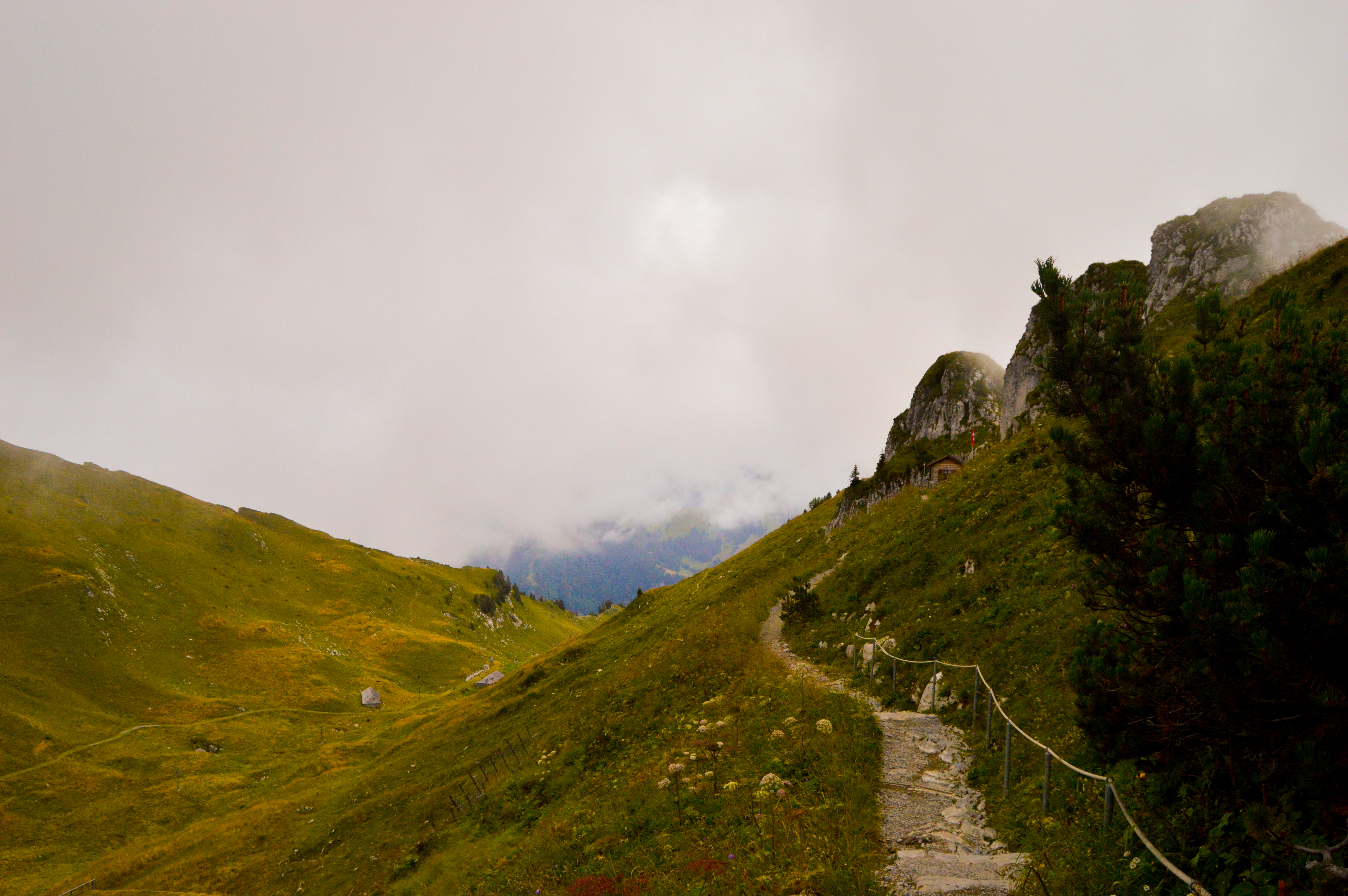
Wanderweg zum Alpengarten (rechts oben)

Der botanische Garten befindet sich auf dem Ostgrat des Rochers-de-Naye-Massivs im Gebiet der Waadtländer Gemeinden Villeneuve und Veytaux. Das Gebirge ist aus Schichten von Malmkalk aufgebaut.
Das ungefähr fünf Hektar grosse Areal liegt auf der durchschnittlichen Höhe von 1980 m. ü. M. Es ist einen halben Kilometer in östlicher Richtung vom Gipfel der Rochers de Naye und dreihundert Meter von der Bergstation der Rochers-de-Naye-Bahn entfernt. Dank der Bahn kommen zahlreiche Besucher in den Garten, der zu den touristischen Attraktionen von Montreux und Vevey zählt.
Über den Berggrat verläuft die Europäische Hauptwasserscheide zwischen den Flussgebieten der Rhone und des Rheins. Auf der Nordseite des schmalen Bergrückens liegt das Weidegebiet im Tal der Alp Naye d’en Haut, die zur Gemeinde Veytaux gehört, aber in das Tal des Hongrin entwässert wird. Auf der Südseite fällt das Gelände von den Felsköpfen beim Alpengarten steil in das Tal des Wildbachs Tinière ab, der bei Villeneuve in den Genfersee mündet.
Der regionale Wanderweg von den Rochers de Naye zum Col de Chaude und nach Rossinière durchquert seit 2016 den Alpengarten. Der Weg bildet auch einen Abschnitt des nationalen Fernwanderwegs Via Alpina.

## Geschichte
Nach dem Bau der Glion–Rochers-de-Naye-Bahn im Jahr 1892 hatte der russische Botaniker Arthur Arthurovitch de Jaczewsky erste Versuchsanlagen zur Vermehrung von Gebirgspflanzen beim Lac de Jaman und danach am nördlichen Grat der Rochers de Naye eingerichtet.
Im Jahr 1896 wurde mit Unterstützung der Rochers-de-Naye-Bahn und von Tourismusfachleuten in Montreux die botanische Gesellschaft Société de la Rambertia gegründet, die an einem besser geeigneten Standort den neuen Alpengarten errichtete und auch bis heute pflegt. Der Verein wählte seinen Namen zur Erinnerung an den Literaturprofessor, Botaniker und Alpinisten Eugène Rambert (1830–1886). Der Genfer Gartenarchitekt und Naturschützer Henry Correvon (1854–1939), der bereits 1889 den ersten Alpengarten in den Westalpen La Linnaea bei Bourg-Saint-Pierre am Nordfuss des Grossen Sankt Bernhards begründet hatte, war der erste Präsident der Gesellschaft Rambertia. Während die im Hochgebirge angelegte Linnaea besonders für kalkmeidende Arten geeignet ist, diente schon Jaczewskys Alpenpflanzengarten und dann auch der Rambertia-Garten in erster Linie für kalkliebende Pflanzen. Correvon entwickelte die Pflanzensammlung am definitiven Platz weiter.
1904 fand im Hotel auf der Alp Naye und im Garten Rambertia der erste internationale Kongress für Alpenpflanzengärten statt. Die Kongressteilnehmer besuchten im Anschluss an die Tagung auch den Alpenpflanzengarten Linnaea.
1996 errichtete die Gesellschaft Rambertia im westlichen Abschnitt des von ihr gepflegten Gebiets einen Bereich für Pflanzen aus dem Himalaya und speziell aus Tibet. Darin baute sie einen kleinen tibetischen Stupa auf.
Im Jahr 2004 schlossen die Rambertia und die Gesellschaft der Rochers de Naye-Bahn einen neuen Zusammenarbeitsvertrag. 2016 vereinbarte der Verein mit dem Grundbesitzer das Nutzungsrecht am Areal des Alpengartens für die nächsten hundert Jahre.

## Pflanzenvielfalt

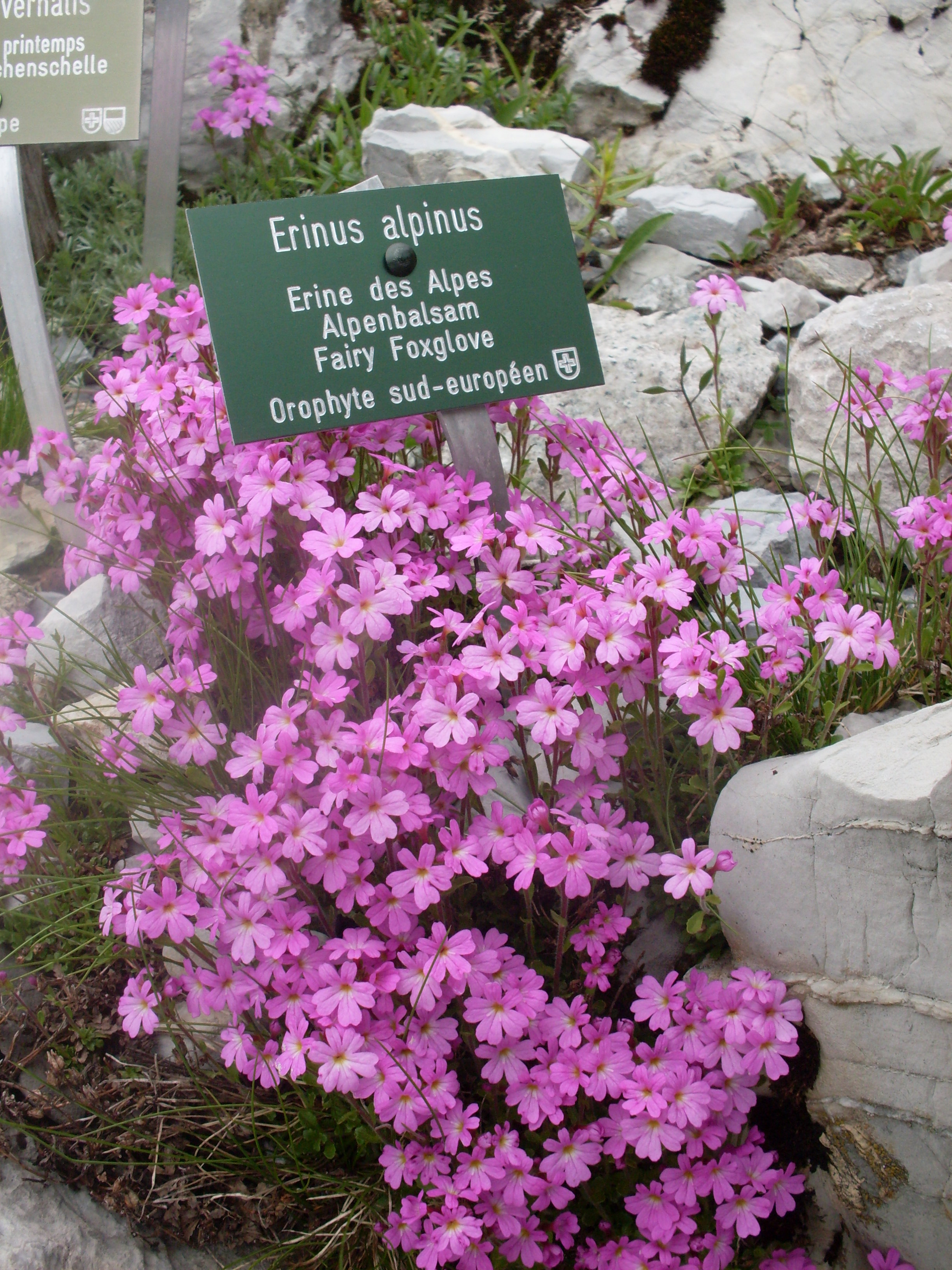
Alpenbalsam

Der von der Gesellschaft Rambertia betreute Landschaftsteil umfasst einen Pflanzengarten, der am Fuss von zwei benachbarten Felstürmen angelegt ist, und ein äusseres Areal, wo die natürliche Vegetation des alpinen Standorts geschützt ist und erhalten bleibt. Die Struktur der Anlage beruht seit der Begründung unter Henry Correvon neben botanisch-didaktischen auch auf ästhetischen Gesichtspunkten, damit die Einrichtung die von Anfang an gewünschte Anziehungskraft als touristische Attraktion entfalten konnte.
In den 12 künstlich angelegten Gartenzonen des von Correvon eingeführten Typus Rocaille wachsen in zahlreichen, mit Steinsetzungen und gemörtelten Mauern geschaffenen Feldern rund 1000 Pflanzenarten vorwiegend aus den Alpen und zudem aus andern Gebirgen in Europa und teilweise aus der ganzen Welt. Zwischen den Steinrabatten verläuft ein unregelmässiges Wegenetz, das den Gärtnern, Forschern und Besuchern den Zugang zu den Pflanzungen ermöglicht. Die Pflanzenstandorte und viele einzelne Arten sind während der Vegetationszeit mit mehrsprachig beschrifteten Schildchen kenntlich gemacht. Für den Anbau von Pflanzensorten aus Regionen ohne Kalksubstrat wurden an einzelnen Stellen Sand und Erde aus sauren Böden eingebracht.
Die Rambertia pflegt den Austausch von Pflanzensamen mit botanischen Institutionen in Europa und andern Kontinenten.
Beim Eingang zu der Gartenzone steht ein kleines Pförtnerhaus und im Innern des Areals ein Gärtnerschuppen.